# Kraina czarów
Kraina czarów (szw. Underlandet; inny tytuł: Lövgrottan – Grota z listowiem) – obraz olejny szwedzkiego pisarza i malarza Augusta Strindberga namalowany podczas pobytu w miejscowości Dornach w Austrii w 1894, gdzie przebywał wraz ze swoją nowo poślubioną żoną Friedą Uhl. Podczas tego pobytu napisał też esej Nya konstriktningar! eller Slumpen i det konstnärliga skapandet (Nowe kierunki w sztuce! lub Przypadek w twórczości artystycznej).
Kraina czarów obok obrazu Miasto należy do największych osiągnięć malarskich Strindberga.
Obraz od 1992 znajduje się w zbiorach Nationalmuseum w Sztokholmie pod numerem inwentaryzacyjnym NM 6877.

## Okoliczności powstania obrazu i inspiracje
W latach 70. XIX wieku August Strindberg blisko zaprzyjaźnił się z malarzem Perem Ekströmem, który udzielił mu – jako jedyny w jego życiu – wskazówek odnośnie do malarstwa. W 1891 Ekström podarował Strindbergowi dość tradycyjny obraz Francuski pejzaż wiosenny przy zamku St. Germain-en-Laye (Franskt vårlandskap vid slottet St. Germain-en-Laye), namalowany około 1888, przedstawiający ciężkie, zielone korony drzew, pod którymi widać niebieską wodę i zielone pola, a ponad nimi – błękitne i jasnoróżowe niebo. Chociaż Strindberg szybko sprzedał ten obraz, stał się on dla niego punktem wyjścia do namalowania jednego z jego najbardziej charakterystycznych motywów: Krainy czarów (lub Groty z listowiem). Temat ten, bardzo powszechny u Ekströma, pochodził pierwotnie ze szkoły Barbizon, podobnie jak inny, namalowany w tym samym czasie, Blask słońca pomiędzy drzewami w bagnistym lesie (Solskimmer mellan träden i en träskskog), który przypuszczalnie też stał się źródłem inspiracji Krainy czarów.

## Proces powstawania obrazu i opis
Obraz został namalowany w kilku wersjach. W eseju Przypadek w twórczości artystycznej Strindberg opowiada o tym, jak po raz pierwszy podjął zamiar namalowania „zacienionego wnętrza lasu, z którego widać morze o zachodzie słońca”. Po chwili malowania spostrzegł, że nie widzi żadnego morza, tylko w jasnej, centralnej części malowidła „nieskończoną perspektywę różowego i niebieskawego światła, w którym przewiewne, bezcielesne, nieokreślone istoty unoszą się wokół jak wróżki ze smugą chmur”. Zieleń rośnie, układając się w gęstą ramkę, otaczającą nieokreślony, fantastyczny krajobraz. W wersji wykonanej w Dornach głębia w centrum obrazu stała się raczej źródłem gęstej zieleni, natomiast w wersji namalowanej w Paryżu w tym samym roku sam Strindberg określił obraz jako „sitowie z nenufarami”. Z wyjątkiem częściowo zarysowanych kwiatów artysta świadomie pozostawił motyw w formie niemal całkowicie niefiguratywnej, stwarzając widzowi pole do wszelkich możliwych interpretacji. Obraz powstawał na zasadzie swoistego przypadku, jako efekt interakcji pomiędzy świadomym wysiłkiem artysty, aby zrealizować temat, i odstępstwami od niego, które odkrywał podczas pracy.

## Rekord cenowy
W 1990 obraz został sprzedany w salonie aukcyjnym Bukowskis w Sztokholmie za prawie 22 miliony koron, stając się najdroższym szwedzkim obrazem. Natomiast najdroższym obrazem Strindberga stał się Pejzaż alpejski (Alplandskapet) sprzedany w 2007 na aukcji Sotheby’s w Londynie za prawie 2 miliony funtów.